# Guillaume van den Elzen
Guillaume van den Elzen OSA (* 24. August 1913 in Uden, Niederlande; † 23. Januar 2000) war ein niederländischer Ordensgeistlicher und römisch-katholischer Bischof von Doruma-Dungu.

## Leben
Guillaume van den Elzen trat der Ordensgemeinschaft der Augustiner bei und empfing am 29. September 1940 das Sakrament der Priesterweihe. Am 13. November 1958 bestellte ihn Papst Johannes XXIII. zum ersten Apostolischen Präfekten von Doruma.
Am 26. September 1967 wurde Guillaume van den Elzen infolge der Erhebung der Apostolischen Präfektur Doruma zum Bistum erster Bischof von Doruma (später Doruma-Dungu). Der Bischof von Gent, Léonce Albert Van Peteghem, spendete ihm am 25. Januar 1968 die Bischofsweihe; Mitkonsekratoren waren der Bischof von Brügge, Emiel-Jozef De Smedt, und der Bischof von Niangara, François-Odon De Wilde OP.
Guillaume van den Elzen nahm an der zweiten, dritten und vierten Sitzungsperiode des Zweiten Vatikanischen Konzils teil. Papst Johannes Paul II. nahm am 7. Mai 1983 das von van den Elzen vorgebrachte Rücktrittsgesuch an.